# Erechthias strangulata
Erechthias strangulata är en fjärilsart som beskrevs av Edward Meyrick 1929. Erechthias strangulata ingår i släktet Erechthias och familjen äkta malar. Inga underarter finns listade i Catalogue of Life.